# Bochotnica
Bochotnica je vesnice na jihovýchodě Polska, umístěná mezi městy Puławy a Lublin. Je to hlavní město oddělených obcí (gmin) Puławského okresu (powiatu) a Lublinského vojvodství.

## Historie
Vesnice byla založena ve 14. století (1317).